# Paige Matthews
Paige Matthews (San Francisco, 2 augustus 1977) is een personage in de televisieserie Charmed en wordt vertolkt door de Amerikaanse actrice Rose McGowan.
Het personage van Paige werd in het vierde seizoen van de serie geschreven na het vertrek van de actrice Shannen Doherty die de rol van Prue Halliwell vertolkte. Paige vertoont eigenschappen als avontuurlijk, zelfstandig, met een sterke eigen wil.

## Achtergrond
Paige is de vierde en jongste dochter van Patricia Halliwell, een goede heks die in San Francisco leefde. In tegenstelling tot haar drie vorige dochters Prue, Piper en Phoebe uit haar relatie met Victor Bennet is de vader van Paige, Patty's Whitelighter Sam Wilder.

### Adoptie
Na de geboorte van Paige hebben Patty en Sam Paige afgestaan aan een non Agnes in de lokale kerk. Uit angst voor mogelijke straffen en sancties als de verboden relatie tussen een heks en een Whitelighter bekend zou worden bij de Elders.
Ze hadden slechts één verzoek en dat is dat de naam van het kind met een P zou beginnen zoals alle andere vrouwen van de Halliwell-clan.
De baby werd Paige genoemd en geadopteerd door het gezin Matthews.

### Tienerjaren
Paige was een heel moeilijke tiener. Ze was rebels, bleef nachten lang weg, was brutaal tegen haar adoptie-ouders, was vaak afwezig op school en had een drankprobleem.
Het gedrag van Paige veranderde toen haar adoptieouders verongelukten bij een auto-ongeval. Zich onbewust van haar magische krachten heeft ze zich uit de auto gered door uit de wagen te orben. Het niet kunnen begrijpen van wat er gebeurd is en hoe ze het ongeval heeft kunnen overleven, heeft een groot effect op Paige gehad. Ze stopte met drinken en werd een goede leerling op school.

## Carrière Pre-Charmed
Nadat Paige haar school had afgemaakt, begon ze te werken bij South Bay Social Services als maatschappelijk assistente, waar ze de armen, gehandicapten, ouderlingen, en ex-criminelen zo goed mogelijk hielp.

### Zoektocht
Enkele jaren later ging Paige op zoek naar haar biologische ouders, en kwam achter de naam en locatie van de kerk waar ze afgegeven was.
Ze ging op onderzoek uit en kreeg een vermoeden dat ze een familiale band had met de gezusters Halliwell. Ze durfde echter geen contact op te nemen met de Halliwells, omdat hun moeder al een heel lange tijd geleden overleden was.
In 2000 werd Paige een regelmatige bezoeker van de club P3 omdat de eigenaar Piper Halliwell was, en omdat ze voelde dat ze op de een of andere manier bij de Halliwells hoorde.
Een jaar later, toen Prue Halliwell overleed, voelde ze zich op een magische wijze aangetrokken naar de begrafenis van Prue. Bij het condoleren schudde ze de hand van Phoebe Halliwell (haar oudere zuster), waarbij Phoebe een visioen kreeg waarbij de demon Shax, de moordenaar van Prue, Paige aan het doden is.

## Ontdekking van haar Charmed One lotsbestemming
Nadat Paige er met behulp van wat magie (een krant met de overlijdensberichten valt uit het niets voor Paige haar voeten door een "to call a lost witch"-spreuk van Piper) achter is gekomen dat Prue overleden is, woont ze de begrafenisplechtigheid bij. Op de begrafenis schudt Paige de hand van Phoebe Halliwell, en Phoebe krijgt een visioen van Paige die aangevallen wordt door de demon Shax. Na de begrafenis begeven Paige en haar vriendje Shane zich naar het dak van haar appartement, om te liefkozen. Ze worden aangevallen door de demon Shax. Phoebe en haar vriend Cole Turner zijn getuige van het gevecht en van het feit dat Paige uit een angstreactie orbt om aan de aanval van Shax te ontkomen.
Haar magische krachten zijn opnieuw aangewakkerd na de dood van Prue. Shane heeft echter minder geluk en raakt gewond. Phoebe en Cole gaan de strijd aan met Shax, maar Shax en Paige zetten het op een vluchten. Nadat Paige haar vriendje in het ziekenhuis is gaan bezoeken en ze een verklaring bij de politie heeft afgelegd, gaat ze naar het Victoriaanse huis van de Halliwells. Daar maakt ze voor de eerste keer kennis met het Boek der Schaduwen en met haar beide zussen en zegt ze samen met Piper en Phoebe een spreuk die de Kracht van drie herstelt. De reünie werd verstoord door de demon Shax. Phoebe overtuigde Paige ervan dat ze samen een vernietigingsspreuk moesten opzeggen om Shax te vernietigen.
Totaal over haar toeren, door ongeloof over wat ze gezien en meegemaakt heeft, vlucht Paige uit het Halliwell-huis. Ze gaat naar de non Agnes om te weten wie of wat haar biologische ouders waren, de non antwoordt dat ze afstamt van engelen, omdat de ouders in een bundel witte lichtjes aan haar verschenen.
Phoebe en Piper vinden Paige in de kerk en vertellen haar dat ze over magische gaven beschikt. Paige leert dat ze voorwerpen kan teleporteren door de naam ervan te roepen. Nog steeds niet overtuigd van het feit dat Phoebe en Piper goede bedoelingen hebben met haar, vlucht ze met haar vriendje Shane.

### Paige haar keuze
De Bron van alle kwaad neemt bezit van Shane zijn lichaam in de hoop dat hij Paige kan verleiden haar krachten te gebruiken op een man die beschuldigd wordt van kindermishandeling. Immers in de magische wereld heeft men 48 uur vrij, dat wil zeggen in die tijd wordt er beslist of het een goede kracht zal zijn of een kwade kracht afhankelijk waar men de kracht voor gebruikt. De Bron van alle kwaad rekent erop dat hij Paige kan corrumperen, daar de band van de zussen nog niet heel sterk is en daarmee gepaard de Kracht van drie definitief kan vernietigen.
Wat later op Paige haar werk, is ze de man aan het vermoorden door zijn hart op te roepen, Phoebe en Piper konden haar nog net tegenhouden. Leo orbde Paige naar het Halliwell huis, waar Paige echt boos en onhandelbaar werd. Boos om die interventie valt de Bron van alle kwaad aan in het huis van de Halliwells waar hij nogmaals probeerde om Paige te verleiden om Slecht te worden.
Paige kiest uiteindelijk de kant van haar zusters, nadat de Bron van alle kwaad een aanval lanceert naar Phoebe. Boos om Paige haar beslissing verlaat de Bron het huis en zoekt Cole op om hem te vermoorden. Phoebe, Piper, Leo en Paige vinden Cole bijna dood, en samen met Leo geneest Paige Cole zijn verwondingen. Paige aanvaardt eindelijk haar zussen en haar nieuwe bestaan, nadat ze de garantie heeft gekregen dat ze met het redden van Cole Goed was. Paige heeft echter minder geluk met Shane die geen herinneringen heeft van de tijd dat hij bezeten was door de Bron en maakt het uit met haar.
Eenmaal terug in het Halliwell huis, roepen de meisjes de geest van Patty op, zodat moeder en dochter eindelijk elkaar kunnen ontmoeten.

## Krachten
Net als Prue heeft Paige de kracht van telekinese, maar het werkt op een andere manier door haar Whitelighter kant. Ze houdt haar arm uit en roept voor het voorwerp dat dan in haar hand orbt.
- Telekinetisch orben (remote orbing)
- Glamouring
- Genezen
- Telepathische connectie met pupillen
- Radar voelen
- Orbing
- Versterkte kracht door haar Charmed zijn.
- Paige moet niet heel accuraat nog correct zijn in de woorden die ze gebruikt, bijvoorbeeld om bijtend zuur speeksel van een demon van haar weg te orben roept ze Icky Stuff (vies spul) ze orbde ook een Athame weg van Phoebe met de bewoording van Weapon....Thingy! (wapen....dingetje!)
- Ze kan ook personen naar zich toe orben, door de naam te roepen
- Paige is de eerste bekende persoon in de goede magie die deze kracht heeft
- Paige vertoont door de serie een toename aan kracht wanneer ze het voorwerp van Excalibur naar de zolder orbt zonder het bevel uit te spreken, in het zesde seizoen.
- Ze kan personen verplaatsen door simpel het commando te geven van de locatie.
- Paige kan na verloop van tijd in seizoen acht voorwerpen en personen orben die dan schijnbaar verdwijnen, zoals ze een lid van de Triade recht voor een vuurbal orbt dat door een ander lid van de Triade gegooid was.
- Doorheen de serie is er verklaard geweest dat Paige niet zelf kan genezen, door het feit dat ze een hybride is (half-heks/half-whitelighter) maar nadat ze is beginnen te werken voor de Elders als een whitelighter, is het aannemelijk dat daardoor haar krachten als een Whitelighter gegroeid zijn.
- Paige kan als heks ook spreuken maken en uitspreken
- Pendelen met een kristal
- Toverdrankjes maken.

## Het Charmed One zijn

### Groeipijnen
- Paige werkte als een sociaal assistente en had te maken met pestende collega's, Paige wendde zich naar magie om de situatie te verbeteren. Ze leende het Boek der Schaduwen maar dat bleek moeilijker gedaan dan gedacht om het boek te controleren. Ze genas een collega van zijn acne door middel van een spreuk. Toen dat succesvol bleek, deed ze nog een aantal andere kleine spreuken. Toen ze een handtastelijke collega vervloekte, trad er een neveneffect op: Paige's borsten werden enorm groot. Phoebe kon de effecten van de spreuk nog juist op tijd ongedaan maken.
- Paige volgde daarna dan maar een heksenopleiding. Ze leerde de basis voor toverdranken maken onder leiding en begeleiding van haar zus Piper. Tijdens haar oefen- en leersessies maakt ze per ongeluk een brouwsel dat haar ziel verwisselde met de ziel van Phoebe. In een poging om dit geheim te houden voor Piper, komen ze de Boosaardige Yenlo tegen, en moeten ze hem bekampen in het voorgeborchte, nadat ze de zielen terug hersteld hebben.
- Paige helpt een jonge vrouw Carolyn om het hoederrecht te verkrijgen over haar zoon, nadat ze een gewelddadige relatie had uitgemaakt. Paige gebruikte magie om Carolyn te helpen, wat haar een promotie bezorgde voor het goede resultaat dat ze behaald had in de zaak Carolyn. Paige nam de promotie niet aan uit angst voor repercussie, daar ze magie zou gebruikt kunnen hebben voor persoonlijk gewin.

## Voltijdse Heks
Doorheen de serie is het heks zijn als iets natuurlijks geworden voor Paige.
- Ze neemt ontslag van haar baan als sociaal assistente, en concentreert zich volledig op het heks zijn. Vastbesloten om de vergaarde kennis omtrent wicca van haar meer bedreven zusters te evenaren.
- Paige werd kort getransformeerd naar een super heldin door een andere heks die de kracht heeft zijn tekeningen tot leven te laten komen, in de super heldin status had Paige supergehoor, supersnelheid, kon ze afgevuurde kogels afweren.
- Paige heeft op een bepaald moment medelijden en sympathie voor haar vijand Cole, wanneer die gek gemaakt wordt door de demon Barabas.
- Terwijl Piper de beste is in het brouwen van toverdrankjes, Phoebe de beste is in het maken van spreuken is Paige zeer handig met maankristallen. Ze roept kristallen...ring en de kristallen vormen direct een schild om de demon die ze vangen, Paige kan dat schild ook verbreken door een maan kristal naar haar toe te orben.
- De Elders beslissen dat het tijd is dat Paige haar eerste pupil krijgt toe gewezen als een Whitelighter, haar pupil blijkt haar natuurlijke vader te zijn Sam Wilder
- Wanneer Paige Cole Turner probeert te vernietigen om Phoebe wat rust te gunnen, belandt ze in de wateren van San Francisco en raakt verkouden, waardoor ze gaat niezen, telkens als Paige niest orbt ze. Cole, wanhopig verlangend naar Phoebes liefde, verandert de realiteit, en Paige belandt door haar niezen ook in Coles veranderde realiteit. Paige was in staat om haar zussen weer te herenigen en Cole ditmaal voor goed te vernietigen. Waardoor Paige terugkeerde naar haar eigen realiteit en ze de zussen op de hoogte bracht van het feit dat Cole voorgoed vernietigd is.
- Wanneer het Victoriaanse huis van de Halliwells geplaagd wordt door residu restanten van vernietigd kwaad, besluiten de zussen de hulp in te roepen van een heksendokter; om het huis te reinigen van magisch residu. De heksendokter echter vindt dat de meisjes een groot gevaar zijn voor het goede en besluit samen met zijn raad om door middel van een voodoo spreuk, de meisjes obsessief te maken, in de hoop dat de obsessie dodelijk voor de zussen is. Paige raakt geobsedeerd door de gedachte om haar vroegere vriendje Glenn te huwen. Ze gaat hierin zo ver dat ze de aanstaande bruid kidnapt en haar achterlaat in de onderwereld, zodat Paige, voor de aanstaande kan doorgaan.
- Paige hielp ook haar neefje en de zoon van Piper Halliwell, Wyatt Matthew Halliwell, op de wereld komen. De tweede naam is een afgeleide van haar achternaam, daar ze zich grote moeite had getroost om haar neefje te redden van demonen.
- Paige was ook de godin van de oorlog nadat Leo de zussen veranderde in godinnen om de Titanen te bevechten.
- Paige vormde ook een sterke band met Chris Halliwell haar neef uit de toekomst die probeert om Wyattzijn oudere broer te beschermen zodat die niet kwaadaardig wordt in de toekomst.
- Paige en haar zussen moesten zich schuil houden in de onderwereld, nadat de magische gemeenschap hen de rug toe draaide, door een spreuk van Christy en Billie. Paige had de bedoeling om te mediteren voor persoonlijke verlichting te bekomen op de Golden Gate Brug een Leprocorn smeekte om haar hulp, maar ze orbde hem in de San Francisco-baai. Nadien veranderde alles terug in zijn normale zijn.

## Professionele leven als een Charmed One

### Interim Werkster
- Paige besliste uiteindelijk om te stoppen met het voltijdse heks zijn en begon uitzendwerk te doen. In deze tijdelijke werkjes komt ze altijd onschuldigen tegen die haar magische hulp nodig hebben. Bij een van haar baantjes wordt Paige aangegrepen wanneer haar baas Larry gedood wordt door demonen. Haar zussen proberen haar ervan te overtuigen dat ze niet elke onschuldige kan redden, maar Paige is ervan overtuigd dat ze gefaald heeft iemand te redden, dat het voorbestemd was dat ze hem zou helpen. Op het voorstel van Richard, haar vriend, roept ze de ziel van Larry op.

Larry verklaart dat hij een Faustiaans contract heeft gesloten met een demon die Zahn heet. (Larry heeft zijn ziel verkocht aan Zahn in ruil voor financieel succes.) Larry drukt Paige op het hart om hem terug naar de demon te sturen, zodat de demon zijn vrouw niet gaat kwetsen, maar Paige is vastberaden om Larry te redden. Door het gebrek aan steun van haar zussen voor deze onderneming, wendt ze zich naar Richard die haar aanmoedigt haar instincten te volgen. Paige roept Zahn op en stelt hem een voorstel voor: in ruil voor de ziel van Paige moet Zahn de ziel van Larry vrijlaten zodat die naar het hiernamaals kan. Nog voor Zahn Paige haar ziel kan verkopen op zijn markt, licht Richard Piper en Phoebe in wat Paige heeft gedaan. Ze bestormen Zahn zijn veiling , en Piper vernietigt Zhan zijn Faustiaanse Contracten waardoor alle zielen die hij heeft kunnen bemachtigen vrijgelaten worden, ook de ziel van Paige.

### Directrice van Magie School
Tot de conclusie komen dat er niet veel spanning in haar leven is, en dat de Magie School op het punt stond om te sluiten, besluit Paige haar tijd en energie aan te wenden in het redden van de magie school en daarbij de studenten te onderwijzen in de waarde en de verantwoordelijkheid van magie. Omdat ze dat deed besloten de Elders haar de directie te maken van de school. In deze periode had Paige een romantische interesse in de FBI-agent Kyle Brody. Ze heeft hem toegelaten haar kennis omtrent de magische wereld met hem te delen, in ruil voor zijn kennis over de Avatars
Agent Brody werd gedood maar Paige kwam erachter dat hij een Whitelighter geworden was, wanneer hij terugreisde om haar nog eens kort ontmoeten om afscheid te nemen.
Paige nam later ontslag als directrice en Leo nam haar plaats in.

### Whitelighter
In het zevende seizoen van Charmed begon Paige regelmatig Whitelightertaken te doen, alhoewel het niet van harte was, aangezien Paige een lichte antipathie aan de Elders had overgehouden na wat ze Piper en Leo in de loop van de jaren hadden aangedaan.
Paige werd erop attent gemaakt dat de Elders vonden dat ze klaar was om Whitelightertaken uit te voeren. Uiteindelijk na een gesprek met de Elder Sandra, de vriendelijkste, gaat Paige ermee akkoord dat ze voor de Elders zal werken als Whitelighter.
Ze krijgt een opdracht van de Elder Sandra. In een gebouw bevindt zich haar pupil die haar hulp nodig zou hebben; ze moet de lift nemen, Paige en nog vier andere mensen. Paige weet niet wie nu juist haar Whitelighter-hulp nodig heeft, en de lift komt vast te zitten. Een koppel dat altijd ruzie maakt, een jonge man met machogedrag, en een klein meisje met astma. Naarmate de tijd verstrijkt, worden de mensen bang. Paige probeert hen te kalmeren, echter zonder al te veel resultaat, de jonge man wordt geëlektrocuteerd en het kleine meisje krijgt een astma-aanval. In paniek neemt Paige de leiding en zorgt ervoor dat de vrouw van het koppel het astmatische meisje kalmeert door haar te laten zingen, terwijl Paige de eerste zorg toedient aan de geëlektrocuteerde man. De lift herstelt zich en het koppel verlaat de lift. De jongeman wordt verder verzorgd door de hulpdiensten, maar Paige krijgt de verzekering dat ze zijn leven gered heeft, en het meisje is aan een ernstige astma-aanval ontsnapt.
Wat later verklaart Paige aan de Elder Sandra, dat het goed deed om gehoor te geven aan haar Whitelighter-roeping, en stelt ze de vraag aan de Elder wie er nu juist redding nodig had, en of er een toekomstige heks in de lift zat die haar redding nodig had.
Daarop antwoordt de Elder dat er was geen heks in de lift was, enkel een zeer beloftevolle Whitelighter die een zetje nodig had in haar vertrouwen (Paige).

## Liefdesleven
- Paige heeft kort een romantische interesse gekoesterd in Richard Montana een mannelijke heks die uit een familie komt met een eeuwen oude vete. De relatie eindigde juist voor ze elkaar een jaar kenden.
- Paige heeft ooit haar eigen droomprins en ware liefde gecreëerd om haar te helpen ontspannen. Onbekend voor haar was dat als ze de ware oproept een kwade kloon van haar droomprins Vincent tevoorschijn komt. Hij gebruikte vrouwelijke demonische strijdsters (demonatrix) om zijn zaakjes op te knappen, met de Charmed Ones hun toverdrankjes. Nadat de droomprins echt gemaakt werd, (sterveling) en Vincent vernietigd was, namen de droomprins en Paige afscheid van elkaar, zodat de droomprins in de echte wereld kon leven.
- Paige had ook een ernstige relatie met de FBI-agent Kyle Brody, zo serieus dat ze zelfs haar zussen voor een moment liet vallen voor hem. De relatie eindigde wanneer Kyle vermoord werd door de Avatar Betá. De Elders maakte Kyle een Whitelighter voor zijn moed en strijd tegen de Avatars en gaven hun toestemming om afscheid te nemen van Paige. Na het afscheid mocht het koppel elkaar nooit meer terugzien. Als Kyle in San Francisco bleef zouden stervelingen weten dat hij gered was na zijn dood.
- Een jaar later, toen Paige probeerde een toekomstige Whitelighter te beschermen, ontmoette ze Henry Mitchell, de gevangenisbegeleider van een pupil. Paige gebruikte haar Whitelighter-krachten om hem (voor de eerste keer alleen) te genezen en te redden van een schotwond. Paige vertelde Henry uiteindelijk dat ze een heks is met magische krachten. Henry aanvaardde Paige voor wat ze is met de krachten erbij, en vroeg Paige ten huwelijk. Paige aanvaardde het aanzoek. Een heks genaamd Sir Simon Marks verklaarde dat Paige voorbestemd is om met hem te trouwen, Paige weigerde en verklaarde dat ze verliefd is op Henry. Simon en Henry vochten voor Paige, Henry won. Kort daarna werden Paige en Henry gehuwd. Paige wordt moeder van een tweeling (dochters) en één zoon, genaamd Henry Jr. (in de stripreeks blijkt dat Henry Jr. eigenlijk geadopteerd is door Paige en Henry en dus geen magische krachten zal hebben).

## Aantal keren dat Paige sterft
Tijdens de duur van de serie en haar leven als een Charmed One sterft Paige 8 keer.
| Aflevering seizoen/nummer | Aflevering naam    | Doodsoorzaak                                                                 | terug levend door |
| ------------------------- | ------------------ | ---------------------------------------------------------------------------- | --- |
| 4x15                      | Merry Go Round     | wordt vermoord door een demoon tijdens Phoebes bruiloft met Cole             | Ze wordt gered door Leo.                                                                                             |
| 5x03                      | Happily Ever After | neemt een beet uit een vergiftigde appel, als sneeuwwitje                    | Piper vernietigt de boze heks als roodkapje, met behulp van het toverdrankje dat door Grams gemaakt is.              |
| 5x08                      | A witch In Time    | gedood door een vuurbal gegooid door de demon Baracca                        | Piper met de hulp van Leo, ging terug in de tijd om haar te redden                                                   |
| 6x07                      | Soul Surviver      | Ze liet een demon rechterlijk haar ziel nemen in plaats van haar onschuldige | Nadat Piper en Phoebe de demon vernietigde en de contracten vernietigd waren was haar ziel hersteld                  |
| 6x08                      | Sword And The City | gedood door een bliksemschicht gegooid door een demon                        | Leo genas haar voor haar ziel naar het hiernamaals vertrok                                                           |
| 6x15                      | I Dream of Phoebe  | Een kwade flesgeest wenste haar dood                                         | Richard wenste de Charmed Ones terug levend                                                                          |
| 7x05                      | Styx Feet Under    | Door een verandering in gebeurtenis was ze gedood door een demon             | Phoebe sloot een overeenkomst met de engel van de dood om de ziel van Paige om te ruilen voor een halve demonen ziel |
| 8x21                      | Kill Billie Vol 2. | gedood nadat het huis van de Halliwells ontplofte                            | Piper met de hulp van Leo, ging terug in de tijd om haar te redden.                                                  |

## Opvallende Gebeurtenissen
- Paige werd een vampier tijdens een machtsstrijd tussen Cole en de koningin van de vampieren. terwijl ze een vampier was had Paige de standaardkrachten van een vampier: ze had klauwen, vergrote hoektanden, een vergrote kracht, kon aan de plafond blijven hangen en kon zich transformeren in een reuze vleermuis, kon vliegen, had een vergroot gehoor vermogen en kon de locatie van haar prooi voelen en bepalen van op grote afstand. Ook was Paige kwetsbaar voor zonlicht en gewijd water. Cole was in staat om de vampier koningin te doden voor Paige volledig en voor altijd getransformeerd was.
- Paige werd getransporteerd naar de jaren 1960 door de GoGo Boots van haar natuurlijke grootmoeder Penelope Halliwell Ze kon haar grootmoeder ontmoeten in een jonge leeftijd samen met haar natuurlijke grootvader Allen Halliwell
- Paige werd veranderd in een nimf door twee bosnimfen
- Paige en Phoebe reisde naar het parallelle universum, om hun Chris en Leo terug te halen, tot ze in gevecht kwamen met hun kwade duplicaten. Ze voegde hun krachten samen om Gideon te vernietigen in de beide zijde van het universum.
- Paige ontmoet haar oudere zus Prue voor het eerst in de stripreeks.